# Грін (округ, Теннессі)
Шаблон:StateAbbr_ 36°10′ пн. ш. 82°51′ зх. д. / 36.17° пн. ш. 82.85° зх. д.
Округ Грін (англ. Greene County) — округ (графство) у штаті Теннессі, США. Ідентифікатор округу 47059.

## Історія
Округ утворений 1783 року.

## Демографія
За даними перепису 2000 року загальне населення округу становило 62909 осіб, зокрема міського населення було 19635, а сільського — 43274. Серед мешканців округу чоловіків було 30657, а жінок — 32252. В окрузі було 25756 домогосподарств, 18130 родин, які мешкали в 28116 будинках. Середній розмір родини становив 2,84.
Віковий розподіл населення поданий у таблиці:
| Стать    | До 15 років | 15-21 | 22-29 | 30-39 | 40-49 | 50-65 | 65-85 | Понад 85 |
| -------- | ----------- | ----- | ----- | ----- | ----- | ----- | ----- | -------- |
| Чоловіки | 6007        | 2878  | 3147  | 4497  | 4513  | 5806  | 3532  | 277      |
| Жінки    | 5562        | 2605  | 3065  | 4729  | 4722  | 6062  | 4753  | 754      |

## Суміжні округи
- Гокінс — північ
- Вашингтон — схід
- Юнікой — південний схід
- Медісон, Північна Кароліна — південь
- Кок — південний захід
- Гемблен — захід

## Виноски
1. ↑  U.S. Decennial Census. United States Census Bureau. Архів оригіналу за 26 квітня 2015. Процитовано 5 квітня 2015.
2. ↑  Historical Census Browser. University of Virginia Library. Архів оригіналу за 11 серпня 2012. Процитовано 5 квітня 2015.
3. ↑  Forstall, Richard L., Population of States and Counties of the United States: 1790 to 1990, U.S. Bureau of the Census, Washington, DC, 1996.
4. ↑  Forstall, Richard L., ред. (27 березня 1995). Population of Counties by Decennial Census: 1900 to 1990. United States Census Bureau. Архів оригіналу за 21 лютого 2015. Процитовано 5 квітня 2015.
5. ↑  Census 2000 PHC-T-4. Ranking Tables for Counties: 1990 and 2000 (PDF). United States Census Bureau. 2 квітня 2001. Архів оригіналу (PDF) за 18 грудня 2014. Процитовано 5 квітня 2015.
6. ↑  State & County QuickFacts. United States Census Bureau. Архів оригіналу за 7 червня 2011. Процитовано 30 листопада 2013.(англ.) Наведено за англійською вікіпедією.
7. ↑  American FactFinder. Бюро перепису населення США. Архів оригіналу за 21 травня 2008. Процитовано 31 січня 2008.

| США | Це незавершена стаття з географії США. Ви можете допомогти проєкту, виправивши або дописавши її. |